# Law Promontory
Die Law Promontory ist ein etwa 28 km langes und größtenteils vereistes Vorgebirge an der Küste des ostantarktischen Kemplands. Es erstreckt sich an der Nordwestseite der Stefansson Bay in hauptsächlich östlicher Richtung.
Eine erste Kartierung erfolgte durch Teilnehmer der britischen Discovery Investigations im Jahr 1936. Norwegische Kartografen nahmen anhand von Luftaufnahmen, die bei der Lars-Christensen-Expedition 1936/37 entstanden, eine neuerliche Kartierung vor. Sie benannten es als Breidhovde (frei übersetzt Wuchtige Höhe). Das Antarctic Names Committee of Australia benannte die Formation nach einem Besuch im Jahr 1956 durch eine Mannschaft im Rahmen der Australian National Antarctic Research Expeditions um. Namensgeber ist der australische Polarforscher Phillip Law (1912–2010), der das Vorgebirge im Februar 1954 bei einem Überflug fotografierte.